# André Hediger (Pilot)
André "Andy" Hediger (* 27. April 1966) ist ein Schweizer Gleitschirm- und Hängegleiter-Pilot aus La Cumbre (Argentinien). Im Hauptberuf ist er Testpilot für Ultraleichtflugzeuge und Mechaniker.
1985 hat er mit dem Gleitschirmfliegen begonnen. Wettkämpfe bestreitet er seit 1987.

## Erfolge
- Vizemeister Gleitschirm-Weltmeisterschaft 1991[1]
- Vizemeister Weltmeisterschaft im Swift 1996[2]
- Sieger Paragliding World Cup 2000[3]